# Valromey-sur-Séran
Valromey-sur-Séran község Franciaország Auvergne-Rhône-Alpes régiójában, Ain megyében. Új községként 2019. január 1-jén jött létre Belmont-Luthézieu, Lompnieu, Sutrieu és Vieu egyesítésével. Lakossága az egyesítéskor 1291 fő volt. Lakosainak száma 1350 fő (2022. január 1.).

## Népesség
| Lakosok száma | 1311 | 1320 | 1326 | 1334 | 1342 | 1350 |
|               | 2017 | 2018 | 2019 | 2020 | 2021 | 2022 |